# Ephemeroporus phintonicus
Ephemeroporus phintonicus är en kräftdjursart som först beskrevs av Margaritora 1909.  Ephemeroporus phintonicus ingår i släktet Ephemeroporus och familjen Chydoridae. Inga underarter finns listade i Catalogue of Life.